# Farman MF.11
Maurice Farman MF.11 a fost un avion militar francez construit înainte de Primul Război Mondial de către Fabrica de Avioane Farman - Avions Farman. A fost folosit ca avion de bombardament ușor în prima parte a războiului, ulterior fiind folosit ca avion de recunoaștere sau școală.
Avionul Farman MF.11 a fost și în înzestrarea Corpului Aerian român.

## Proiectare și dezvoltare
Ca și predecesorul său Farman MF.7, modelul MF.11 a fost proiectat într-o configurație biplan cu aripi cu anvergură diferită, având elice propulsivă (dispusă în spatele motorului). Față de modelul MF.7, MF.11 se deosebea prin înlocuirea stabilizatorului montat în față cu unul dispus în partea posterioară, pe care erau montate două direcții. Carlinga, care conținea motorul și spațiul pentru echipaj, era amplasată între aripa superioară și cea inferioară. 
Avionul era dota cu o mitralieră operată de observator, care putea să fie montată în partea din față sau din spate, funcție de direcția de tragere dorită.

## Utilizare în luptă

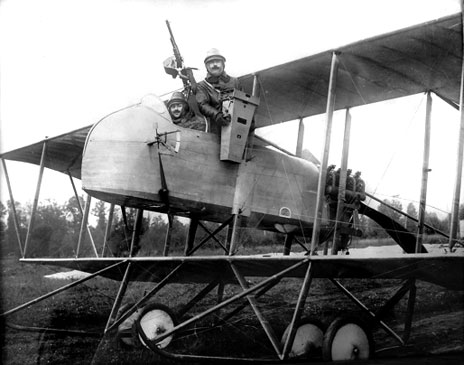
MF.11 - varianta de cercetare

La 6 septembrie 1914 a avut loc prima bătălie aero-navală din istorie, când un avion Farman MF.11 japonez a lansat de nava purtătoare de avioane  Wakamiya a bombardat fără succes nava germană SMS Kaiserin Elisabeth.
Avioanele MF.11 au fost în serviciul corpurilor aeriene ale Franței și Marii Britanii, operând pe Frontul de vest în primele stadii ale războiului. Ca bombardier ușor, a fost folosit în primul raid aerian din război, la 21 decembrie 1914, când un MF.11 britanic a atact pozițiile artileriei germane de lângă Ostend, Belgia.
Avioanele MF.11 din serviciul operativ pe Frontul de vest, în 1915, dar au continuat să fie folosite de forțele franceze pe fronturile din Balcani și Orientul Mijlociu, în timp ce forțele britanice le-au folosit în Bătălia din Dardanele și  Campania din Africa. Corpul Aerian Regal Australian (AFC), a operat avioanele MF.11 în timpul  Campaniei din Mesopotamia, din 1915–16.
Societatea Italiană de Aviație, o subsidiară a grupului Fiat, a construit sub licență un număr de avioane MF.11 sub numele de SIA 5 începând cu primele luni ale anului 1915, prevăzute cu o mitralieră fixă anterioară și propulsate de un motor Fiat A.10 de 74.5 kW (100 cp).
In 1916, Corpul Aerian Regal Australian a cumpărat un număr de avioane MF.11, pentru antrenament.

## Operatori
Australia
- Corpul Aerian Regal Australian

 Belgia
- Forțele Aeriene Belgiene

 Franța
- Forțele Aeriene Franceze

 Italia
- Corpul Aeronauticii Militare

 Grecia
- Forțele Aeriene Elene

 Japonia
- Serviciul Aerian al Armatei Imperiale Japoneze

 Norvegia
- Forțele Aeriene Regale Norvegiene

 Portugalia
- Forțele Aeriene Portugheze

 România
- Corpul Aerian Român

 Rusia
- Forțele Aeriene Imperiale Ruse

 Arabia Saudită
- Forțele Aeriene Regale Saudite

 Serbia
- Forțele Aeriene Sârbe

 Spania
- Forțele Aeriene Spaniole

 Elveția
- Forțele Aeriene Elvețiene

 Ucraina
- Forțele Aeriene Ukrainene

 Regatul Unit
- Corpul Aerian Regal
- Serviciul Aerian al Forțelor Navale Regale

## Galerie foto

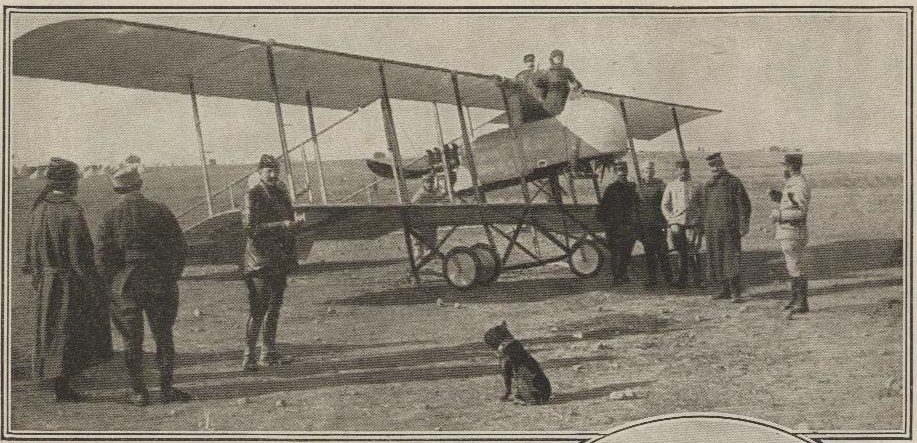
MF.11 în insula Chios, martie 1916
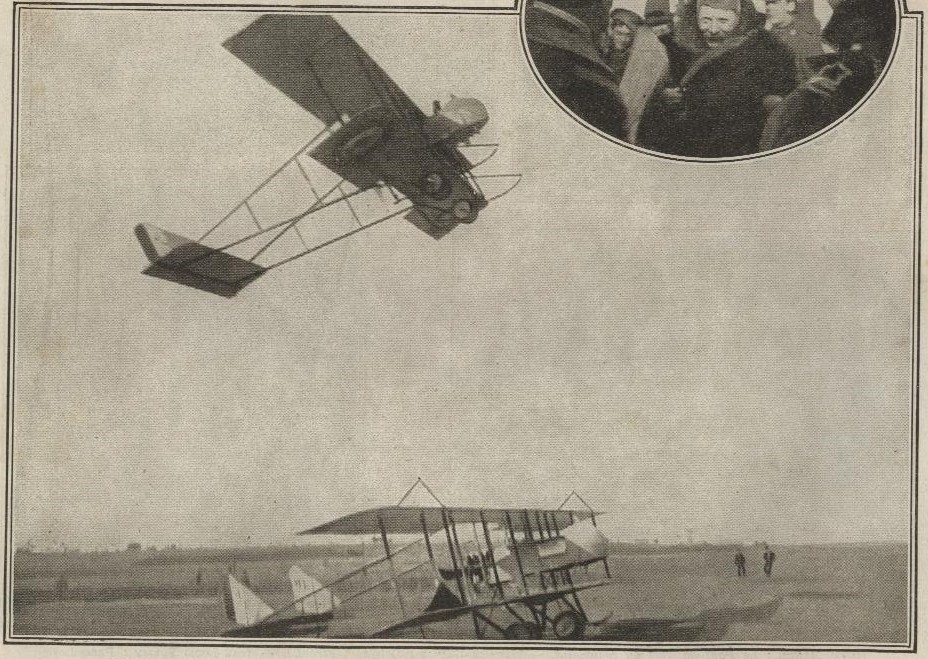
Două MF.11 în zbor de recunoaştere
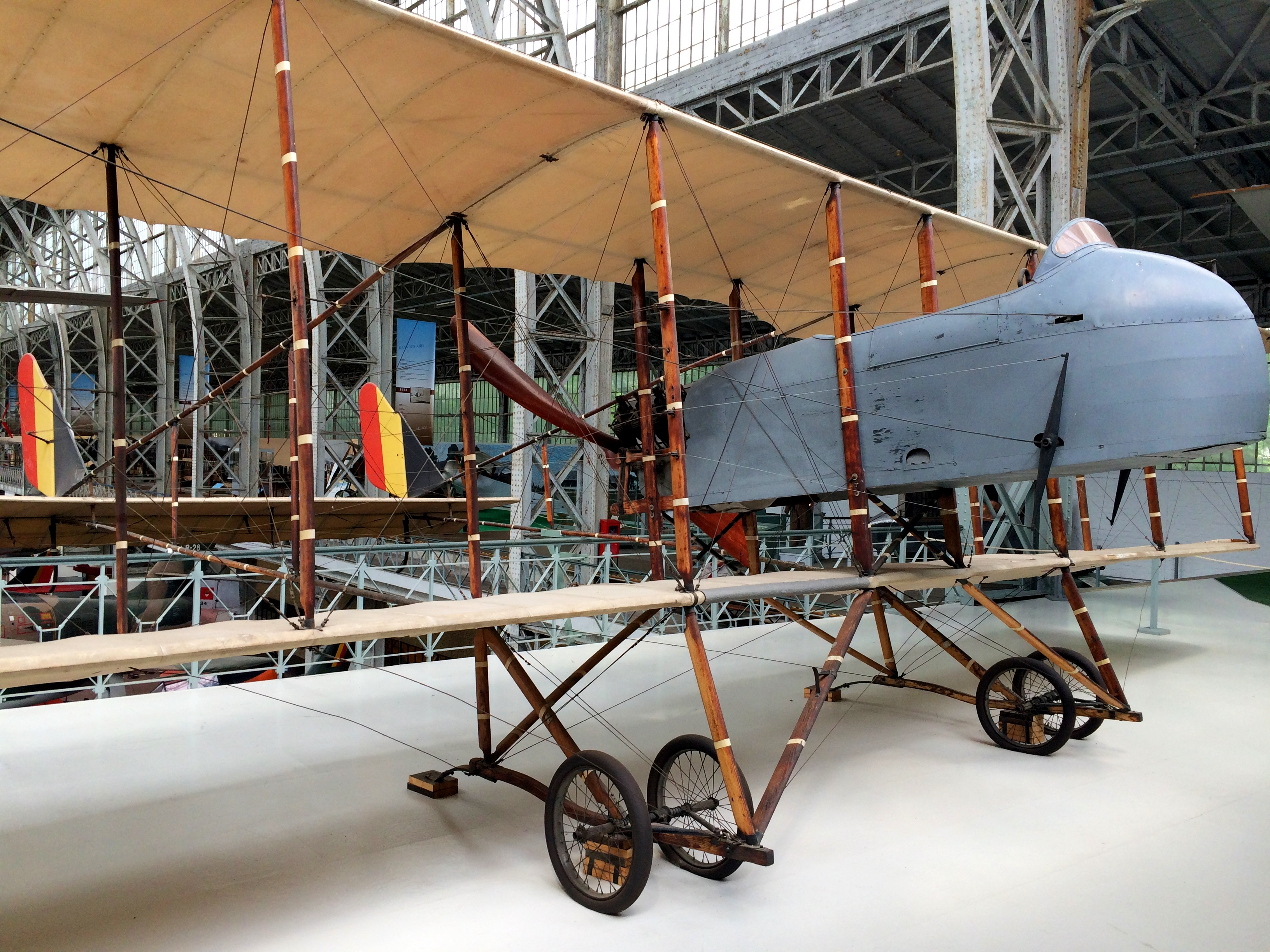
Un MF.11 din Forţele Aeriene Belgiene
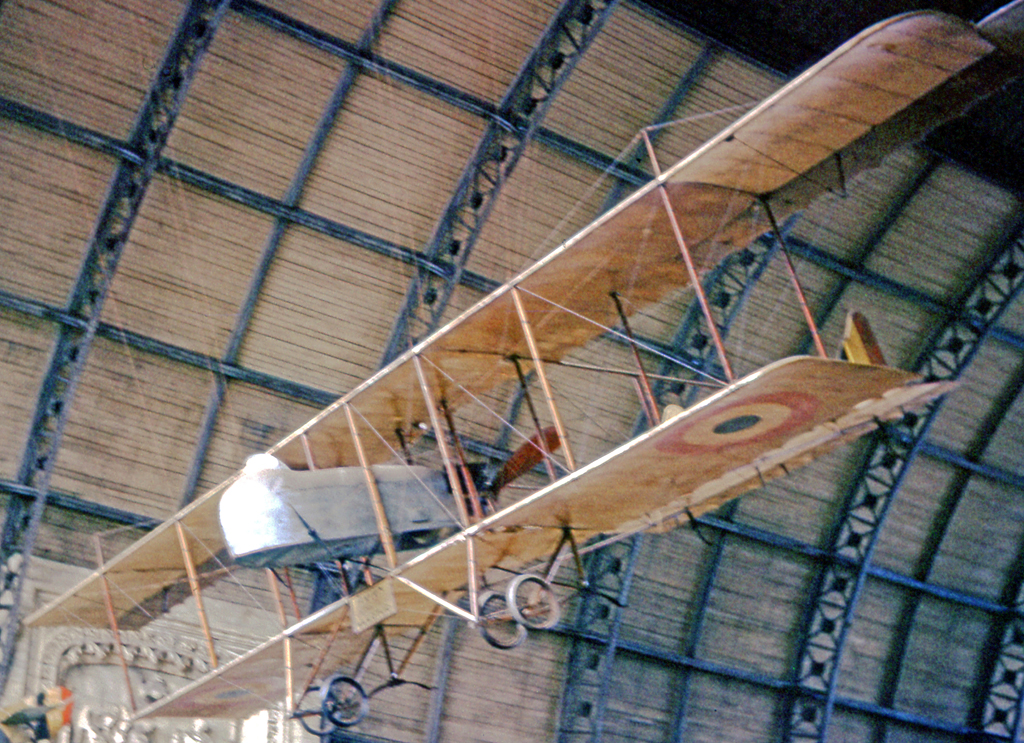
Farman F11-A2, în Muzeul Militar din Bruxelles,1965
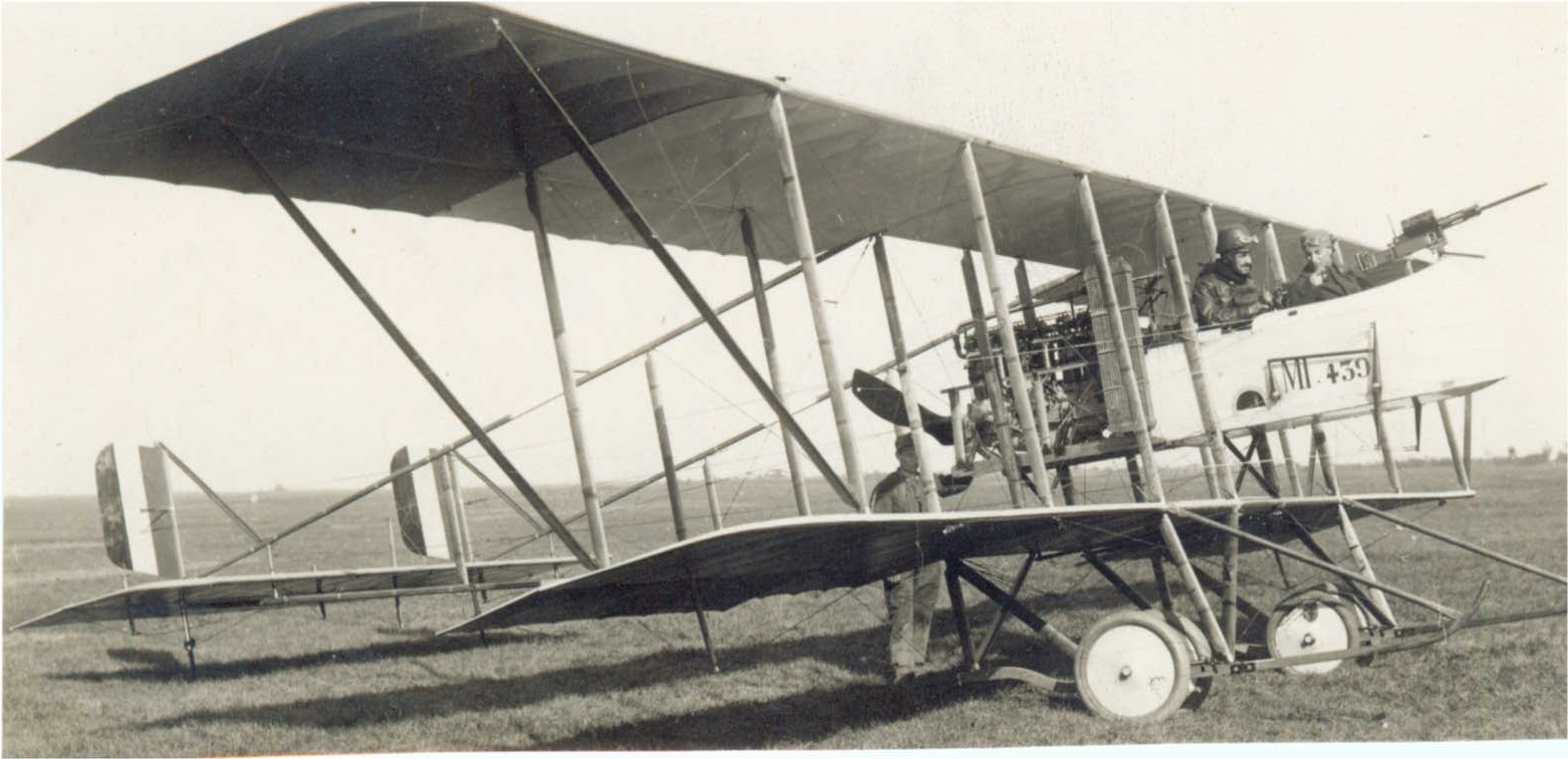
MF.11 din Forţele Aeriene Italiene

## Legături externe
- The Virtual Aviation Museum Arhivat în 27 septembrie 2007, la Wayback Machine.
- Canadian Aviation Museum Arhivat în 27 septembrie 2007, la Wayback Machine.

| Portal icon | Portal Aviație |

| Portal icon | Portal România în Primul Război Mondial |

| Portal icon | Portal Primul Război Mondial |